# Isaac Asimov Presents The Great SF Stories 1 (1939)
Isaac Asimov Presents The Great SF Stories 1 (1939) este o colecție americană de povestiri științifico-fantastice care a fost editată de Isaac Asimov și Martin H. Greenberg și publicată inițial de DAW Books în martie 1979. Conține povestiri științifico-fantastice selectate de redactori care au fost publicate în anul 1939. Cartea face parte dintr-o serie de 25 de volume. Fiecare volum succesiv din serie conține povestiri din anul următor, continuând până în 1963. Seria a început cu anul 1939 deoarece Asimov a publicat anterior o serie de antologii în trei volume, intitulată "Before the Golden Age" („Înainte de epoca de aur”), care acoperă anii 1931 - 1938, pe care a considerat-o definitivă pentru acei ani. Potrivit DAW, The Great SF Stories 1 (1939) „este primul [volum] din ceea ce Isaac Asimov intenționează să fie o serie definitivă de antologii sf, acoperind an de an povestirile cu adevărat memorabile care au adus progresiv science fiction-ul la proeminența sa actuală”. Al doilea volum al seriei este Isaac Asimov Presents The Great SF Stories 2 (1940). 
Fiecare volum al seriei începe cu o introducere în două părți, care descrie evenimentele importante din 1939 „în lumea din afara realității” (evenimente istorice normale) și „în lumea reală” (evenimente din cadrul comunității science fiction). Fiecare povestire are, de asemenea, o scurtă introducere a fiecărui redactor.

## Cuprins
- "I, Robot" de Eando Binder
- "The Strange Flight of Richard Clayton" de Robert Bloch
- "Trouble With Water" de Horace L. Gold
- "Cloak of Aesir" de Don A. Stuart
- "The Day is Done" de Lester del Rey
- "The Ultimate Catalyst" de John Taine
- "The Gnarly Man" de L. Sprague de Camp
- "Black Destroyer" de Alfred E. van Vogt
- "Greater Than Gods" de Catherine L. Moore
- "Trends" de Isaac Asimov
- "The Blue Giraffe" de L. Sprague De Camp
- "The Misguided Halo" de Henry Kuttner
- "Heavy Planet" de Milton A. Rothman
- "Life-Line" de Robert A. Heinlein
- "Ether Breather" de Theodore Sturgeon
- "Pilgrimage" de Nelson Bond
- "Rust" de Joseph E. Kelleam
- "The Four-Sided Triangle" de William F. Temple
- "Star Bright" de Jack Williamson
- "Misfit" de Robert A. Heinlein

## Recepție
Scriind pentru Strange Horizons în 2010, Alvaro Zinos-Amaro a descris seria ca fiind o lectură esențială pentru fanii SF moderni, afirmând că „dacă dorim să înțelegem pe deplin opera de astăzi, trebuie să fim cel puțin oarecum familiarizați cu strămoșii ei”. El continuă să revizuiască diferitele povești în mod individual, evaluând modul în care au îmbătrânit și valoarea lor pentru cititorul modern.  AsimovReviews.net descrie acest volum ca „un volum excelent dintr-o serie excelentă”.

## Vezi și
- 1979 în științifico-fantastic
- 1939 în științifico-fantastic
- Isaac Asimov Presents The Great SF Stories 2 (1940)
- Isaac Asimov Presents The Great SF Stories 3 (1941)
- The 1972 Annual World's Best SF